# Luis María Fernández Basualdo
Luis María Fernández Basualdo (1948 - Buenos Aires, 21 de outubro de 2010) foi um político argentino, deputado nacional peronista.